# TUMIKI Fighters
TUMIKI Fighters(つみき ファイターズ)は、長健太が制作したWindows用横スクロールシューティングゲーム。2004年4月3日に公開。ライセンスはBSDライセンス。使用言語はD言語、グラフィック描画にOpenGLが用いられている。
また、本作をWii用のソフトとして大幅に脚色された「Blast Works」が海外で発売された(製作者である長 健太は開発に関わっていない)。米国では2008年6月10日に、欧州では2008年10月17日に発売された。

## 概要
タイトルに積み木とあるとおり、キャラクターデザインは単色の四角形や三角形が組み合わさったもので構成されている。
システムとしては、倒した敵を自機に接触させて取り付ける事が可能なところにある。自機に取り付けた敵は、「自機の一部分」として機能され、自動的に弾を放つ。取り付けた敵に倒した敵を接触させて、さらに敵を取り付ける事も可能である。また、取り付けていると一定のタイミングで得点が発生する(後述の敵収納(引っ込め機能)を行っていると発生する得点が下がる)。
取り付けた敵に敵弾が接触すると、取り付けた敵とそこから先に取り付けた敵が、自機から剥がれ落ちる(初期の仕様では接触した時点で取り付けた敵全てが剥がれ落ちるものだった)。
自機の操作は、移動に使うアローキー、ショットボタン、攻撃向きの固定兼敵収納のボタンで構成。自機は上下に移動させると機首の向きを変える。そのためショットの向きが変わる。
向き固定のボタンを押している間は、機首の向きを固定する。後にこのボタンには引っ込め機能が追加され、向き固定ボタンを押している間は取り付けた敵を自機に収納する。収納中は敵を自機に取り付ける事は出来ない。